# Abraxas celidota
Abraxas celidota là một loài bướm đêm thuộc họ Geometridae. Nó được Wehrli miêu tả năm 1931. Nó được tìm thấy ở miền tây Trung Quốc.